# Internationale Gesellschaft für Volkserzählungsforschung
Die Internationale Gesellschaft für Volkserzählungsforschung (französisch: Société Internationale pour l'investigation des narrations populaires, englisch: International Society for Folk Narrative Research, ISFNR) ist eine wissenschaftliche Gesellschaft im Bereich der Erzählforschung mit dem Ziel, Kontakte und wissenschaftlichen Austausch zwischen Erzählforschern weltweit zu fördern. Die Gesellschaft veranstaltet Kongresse. Seit 1998 ist die Zeitschrift Fabula offizielles Organ der ISFNR. Der Sitz der Gesellschaft ist der Arbeitsort des jeweiligen Präsidenten, von 2009 bis 2016 war dies Ulrich Marzolph, außerplanmäßiger Professor für Islamwissenschaft an der Universität Göttingen und Mitarbeiter der Arbeitsstelle der Enzyklopädie des Märchens.

## Präsidenten
- Kurt Ranke (1962–1974)
- Lauri Honko (1974–1989)
- Reimund Kvideland (1989–1998)
- Galit Hasan-Rokem (1998–2005)
- Ülo Valk (2005–2009)
- Ulrich Marzolph (2009–2016)
- Sadhana Naithani, Jawaharlal Nehru University, Neu-Delhi, Indien (2016–)[1]